# Hannoverscher Sportverein von 1896
L'Hannoverscher Sportverein von 1896, noto più semplicemente come Hannover 96 o talvolta come Hannover, è una società calcistica tedesca di Hannover, città della Bassa Sassonia. Milita nella 2. Bundesliga, la seconda divisione del campionato tedesco di calcio.
Nella sua storia ha vinto due campionati tedeschi (uno di Gauliga e uno di Oberliga), nell'epoca precedente alla fondazione della Bundesliga (1963), e una Coppa di Germania, nel 1991-1992, successo, questo, che rese l'Hannover la prima squadra non militante in Bundesliga a vincere il trofeo dalla costituzione della lega professionistica.
Gioca le partite casalinghe nella HDI-Arena (costruita nel 1954 con il nome di Niedersachsenstadion), che ha una capienza di circa 50 000 spettatori.

## Storia

### Dalla fondazione alla Seconda guerra mondiale, il primo titolo nazionale
Il club fu fondato il 12 aprile 1896 come Hannoverscher FC 1896 su suggerimento di Ferdinand-Wilhelm Fricke, fondatore del club rugbistico Deutscher FV 1878 Hannover. L'interesse iniziale era rivolto all'atletica e al rugby, che tennero in ombra il calcio fino al 1899. Nel 1913 si fuse con il Ballverein Hannovera von 1898 per diventare Hannoverscher Sportverein (HSV) von 1896.
I colori sociali dell'Hannoverscher FC erano nero-bianco-verde (anche se la squadra giocava in tenuta blu), mentre il Ballverein vestiva maglie rosse. Dopo la fusione, il nuovo team decise di mantenere come colori sociali il nero-bianco-verde, ma di giocare in maglia rossa, acquisendo così il soprannome Die Roten ("i Rossi"). Attualmente la prima divisa del club ha mantenuto il colore rosso (o amaranto), mentre la terza maglia porta i colori sociali.
Sotto il Terzo Reich il calcio tedesco fu riorganizzato in sedici leghe di prima divisione. La squadra giocò nella Gauliga Niedersachsen con il nome di SV Hannover 96 a partire dal 1933. La prima apparizione nelle fasi finali nazionali risale al 1935, le prime convocazioni di giocatori dell'Hannover nella nazionale tedesca al 1936. Il club vinse il primo titolo nazionale nel 1938, in quella che è ritenuta una delle partite più emozionanti nella storia del calcio tedesco, match che fu giocato contro lo Schalke 04, la squadra dominatrice della scena nazionale a quell'epoca. Il risultato era di 3-3 prima che l'Hannover prevalesse per 4-3 in un'accesa ripetizione della prima partita. Nel 1942 la squadra si trasferì nella neonata Gauliga Südhannover-Braunschweig.

### Dopoguerra, secondo titolo nazionale ed esordio in Coppa delle Fiere
Come molte organizzazioni tedesche il club fu dissolto dopo la Seconda guerra mondiale dalle forze alleate occupanti. Fu ricostituito nell'agosto 1945 e nel mese successivo una squadra mista formata da giocatori dell'Hannover 96 e dell'Arminia Hannover giocò il suo primo match del dopoguerra contro una squadra di militari britannici.
Il club tornò a giocare in campionato nel 1947, nella prima divisione Oberliga Nord, retrocedendo. Nel 1949, però, tornò in prima serie. La seconda apparizione dell'Hannover 96 in una finale nazionale è del 1954, quando sconfisse sonoramente il Kaiserslautern per 5-1. La squadra sconfitta comprendeva cinque giocatori della nazionale tedesca che avrebbe vinto sorprendentemente i Mondiali di calcio 1954 in quello che è stato definito il Miracolo di Berna.
I successivi trofei vinti dalla società furono il campionato tedesco dilettanti 1960 e 1964. La prima partecipazione ad una competizione europea dell'Hannover, fu quella della Coppa delle Fiere 1958-1960. Al primo turno, l'Hannover affrontò la Roma e fu eliminato dopo una sconfitta casalinga nella partita di andata (1-3) che non riuscì a ribaltare in Italia (1-1). L'Hannover prese parte anche alle due successive edizioni della Coppa delle Fiere, ma in entrambe le occasioni non riuscì a superare il primo turno: a una sonora doppia bastosta subita dall'Inter di Facchetti e Angelillo (8-2 a Milano e 6-1 ad Hannover), seguì nell'edizione 1962 una doppia sconfitta più lieve (0-1 e 0-2) ad opera dell'Espanyol di Barcellona.

### Esordio in Bundesliga e la sfida al Barcellona in Coppa delle Fiere
Nel 1963 sorse la Bundesliga, la nuova lega calcistica professionistica della Germania, che comprendeva sedici delle squadre tedesche di primo piano. In quella stagione l'Hannover giocò nella Regionalliga Nord (II), ma centrò la promozione per la serie superiore l'anno seguente. Alla prima stagione (1964-1965) in Bundesliga conquistò un sorprendente quinto posto (che rimase fino al 2011 il miglior piazzamento del club nella massima serie tedesca), staccata di 8 punti dalla formazione vincitrice di quel campionato, il Werder Brema. Nella stessa stagione la squadra Under 23 (Hannover II) conquistò il terzo campionato nazionale dilettanti.
L'anno successivo l'Hannover tornò a disputare la Coppa delle Fiere, questa volta comportandosi ben più egregiamente rispetto alle stagioni passate. Ai sedicesimi di finale, l'Hannover affrontò i portoghesi dell'Porto. La sfida di andata in Germania terminò in trionfo, un rotondissimo 5-0 per i padroni di casa: fu anche la prima vittoria dell'Hannover in campo internazionale. Al ritorno Porto e Hannover pareggiarono 1-1. La formazione della Bassa Sassonia conquistò così il passaggio agli ottavi di finale e il sorteggio non fu favorevole: avrebbe dovuto vedersela con il Barcellona, che aveva già conquistato per due volte il trofeo. Il 2 febbraio 1966 ad Hannover, davanti a 40000 spettatori, I Rossi conquistarono un'incredibile vittoria per 2-1 (con doppietta decisiva del bomber Hans Siemensmeyer e il momentaneo pareggio blaugrana di Zaldua). Ma due settimane più tardi, nella gara di ritorno in terra spagnola, il Barcellona riuscì a vincere per 1-0 con rete di Fustè. Data la parità totale delle reti, si dovette disputare uno spareggio, nuovamente in Germania. L'Hannover riuscì a passare in vantaggio dopo soli 10' con una rete di Bandura e quando il passaggio del turno sembrava cosa fatta, gli spagnoli riuscirono a ristabilire ancora una volta la parità, con il goal di Puchol all'87'. La partita terminò 1-1 dopo i tempi supplementari e il sorteggio fu fatale all'Hannover e benefico per il Barça che non solo passò il turno, ma riuscì addirittura a raggiungere la finale ed alzare la coppa.
L'Hannover si mantenne ad alti livelli per un decennio, classificandosi stabilmente nella parte bassa della classifica della Bundesliga, con altre tre partecipazioni alla Coppa delle Fiere: due eliminazioni al primo turno con il Napoli nel 1968 e con l'Ajax nel 1970 e un'agli ottavi di finale dell'edizione del 1969 per mano del Leeds United. Partecipò inoltre per la prima volta con successo nel 1967 alla Coppa Intertoto superando nel proprio raggruppamento (2B) il Lokomotive Leipzig, l'IFK Norrköping e il Rapid Vienna.. Nella stessa competizione vinse nuovamente il proprio girone nelle edizioni del 1972 e del 1973.
Retrocesse nella Zweite Bundesliga nella stagione 1973-1974. Al primo anno di seconda divisione l'Hannover vinse il campionato, ma nella stagione successiva non riuscì ad andare oltre il sedicesimo posto in Bundesliga e retrocesse nuovamente. Dopo quella crisi diciassette dei venti anni seguenti furono trascorsi in seconda divisione.

### 1992: il successo in Coppa di Germania dalla Seconda Divisione
Il club attraversò problemi finanziari alla fine degli anni settanta e nuovamente nei primi anni novanta. In seguito, nel 1992, l'Hannover, guidato da Micheal Lorkowski, riuscì sorprendentemente a vincere la Coppa di Germania (DFB-Pokal), contribuendo così a risanare le casse societarie.
La marcia verso la finale della formazione della Bassa Sassonia, che navigava nelle prime posizioni della seconda divisione, ma senza mai sfiorare una possibile promozione in Bundesliga, fu incredibile. Dopo la facile vittoria nel primo turno contro l'NSC Marathon 02 (0-7), la prima vittima illustre fu il Bochum, sconfitto sul proprio campo per 2-3. Seguirono il Borussia Dortmund (ancora per 2-3) e il Bayer Uerdingen (1-0), eliminato agli ottavi di finale. Ai quarti l'Hannover si impose ancora una volta di misura, sconfiggendo 1-0 il Karlsruhe.
In semifinale, l'Hannover ospitò al Niedersachsenstadion in gara secca il Werder Brema, allenato da Otto Rehhagel. La sfida fu molto equilibrata, nonostante il Werder fosse favoritissimo, nessuna delle due squadre riuscì a violare la rete avversaria. Dopo 90' si era ancora sullo 0-0 e si andò ai supplementari. Al 5' del primo tempo supplementare, l'Hannover riuscì sorprendentemente a passare in vantaggio con Koch, ma appena due minuti più tardi, il Werder pareggiò il conto con Bratseth. Il risultato non fu più sbloccato e si andò ai calci di rigore. L'Hannover vinse la lotteria dal dischetto per 5-4 e la rete decisiva fu segnata dal portiere Jörg Sievers.
La finale contro il Borussia Mönchengladbach si svolse similmente alla semifinale. I tempi regolamentari si conclusero sullo 0-0 e non ci fu spazio per alcun goal nemmeno nei supplementari. Ancora una volta tutto fu deciso dalla lotteria dei rigori e l'Hannover ne uscì ancora vincitore (4-3). L'estremo difensore Sievers parò due rigori agli avversari e portò l'Hannover a diventare la prima squadra di una serie inferiore capace di vincere la Coppa di Germania.
Grazie a questa impresa, l'Hannover poté nella stagione 1992-1993 partecipare per la prima volta a una competizione UEFA, la Coppa delle Coppe. Il caso volle che al primo turno il sorteggio mettesse di fronte proprio le uniche due squadre tedesche partecipanti alla competizione: l'Hannover e il Werder Brema (detentore della Coppa delle Coppe), un derby affascinante che era anche una sorta di rivincita della semifinale di DFB-Pokal di qualche mese prima. L'andata al Weserstadion di Brema si concluse con il punteggio di 3-1 per i padroni di casa: le reti furono realizzate tutte nei primi 45', con doppietta di Rufer e terzo gol di Bratseth per il Werder e momentaneo 1-1 di Wojcicki per gli ospiti. L'Hannover, che militava ancora in seconda divisione, lottò per la qualificazione fino all'ultimo: la gara di ritorno si mise subito male per I Rossi, grazie a un calcio di rigore trasformato dal solito Rufer. Ma l'Hannover non si perse d'animo e già prima della fine del primo tempo ribaltò il risultato con una doppietta di Reinhhold Daschner. Nel secondo tempo l'Hannover cercò di segnare la terza rete che poteva valere i tempi supplementari, ma questa volta la formazione di Rehhagel riuscì ad evitare la beffa e conquistò il passaggio del turno. Finì 2-1 per l'Hannover che nonostante le poche aspettative uscì dalla competizione a testa alta.
All'inizio della stessa stagione, l'Hannover aveva perso la sua prima finale di supercoppa tedesca contro lo Stoccarda per 3-1, nonostante fosse passato in vantaggio con Koch a inizio partita.

### 1995-2002: dalla retrocessione in Terza Divisione al ritorno in Bundesliga
Il punto più basso toccato dalla squadra venne con la caduta nella Regionalliga Nord (III) nel biennio 1996-1998. Nella stagione 1995/1996, quando si preparava a festeggiare il centenario della propria fondazione, l'Hannover concluse solamente al sedicesimo posto il campionato di Zweite Bundesliga (staccato di ben 5 punti dalla zona salvezza) e retrocesse in terza divisione, con grande amarezza di tutti i tifosi.
Ma fu forse questa caduta inaspettata che mise le basi della resurrezione definitiva del club negli anni successivi. Nella stagione 96/97, l'Hannover dominò il proprio girone di Regionalliga, vincendolo davanti agli acerrimi rivali di Bassa Sassonia dell'Eintracht Braunschweig, staccati di 5 punti. Le speranze di un ritorno immediato in seconda divisione, tuttavia, si spensero dopo lo spareggio contro il Cottbus (0-0,1-3). La storia sembrò ripetersi nella stagione 97/98: I Rossi vinsero nuovamente il girone, staccando il Braunschweig di 7 punti, ma nel primo spareggio a Berlino contro il Tennis Borussia Berlin caddero malamente con il punteggio di 2-0. I tifosi speravano a stento nel miracolo, ma furono sorpresi dall'impresa della loro squadra, che nella gara di ritorno riuscì a vincere per 2-0. I tempi supplementari non mutarono il parziale e i calci di rigore ancora una volta portarono bene all'Hannover che vinse 3-1 e conquistò la promozione.
L'Hannover sfiorò subito la seconda promozione consecutiva, che non arrivò per un solo punto nel 1999. Poi per due stagioni dovette rassegnarsi a lottare per la salvezza, concludendo a metà classifica.
La rinascita del club si completò nel 2002 con il ritorno in Bundesliga al termine di una stagione in cui stabilì il record di punti ottenuti da una squadra di Zweite Bundesliga (75).

### 2002-2009: stagioni in Bundesliga
Dal 2002 al 2009 la squadra ha consolidato la propria posizione in Bundesliga con una serie di piazzamenti a metà classifica, sotto la guida di vari allenatori. L'Hannover cercò inoltre di ripetere l'impresa del '92 in Coppa di Germania. Nella stagione 2006-2007 I Rossi al primo turno superarono in trasferta la Dinamo Dresda (2-3), quindi ai sedicesimi andarono ad espugnare Dortmund, abbattendo il Borussia (0-1). Agli ottavi di finale l'Hannover si impose sul Duisburg in casa (1-0) e fu sorteggiato ai quarti contro la rivelazione Norimberga. Il match si giocò a Norimberga il 27 febbraio 2007 e terminò 0-0 sia dopo 90', sia dopo i supplementari. Questa volta i rigori non furono favorevoli all'Hannover. Schröter e Stajner calciarono alto e il Norimberga volò in semifinale (e poi vinse addirittura la coppa).
Risalta l'ottavo posto conseguito nel 2007-2008, quando l'Hannover, allenato da Dieter Hecking, andò vicino anche a un piazzamento che avrebbe valso uno storico ritorno in Europa, concludendo a sole 3 lunghezze dallo Stoccarda che si qualificò per la Coppa Intertoto. Il risultato più prestigioso di quella stagione fu proprio la vittoria ottenuta a Stoccarda (0-2) contro quelli che erano i campioni in carica della Bundesliga. I tifosi dell'Hannover ricorderanno bene anche il precampionato di quella stagione: in due amichevoli di lusso avevano sconfitto sia i Rangers, sia il Real Madrid.
Il 2008-2009, nonostante un discreto inizio e un'importante vittoria (1-0), in casa contro il Bayern, che mancava da vent'anni, fu deludente rispetto alla stagione precedente e caratterizzato da molti infortuni ai giocatori più importanti della rosa. L'Hannover concluse così il campionato all'undicesimo posto.

### 2009-2010: la tragedia di Enke e la corsa alla salvezza
Dal ritorno in Bundesliga, il 2009-2010 è stata la stagione più sofferta dell'Hannover nella massima serie. Dopo la sconfitta iniziale a Berlino contro l'Hertha, l'Hannover ottiene una vittoria importante a Norimberga e un pareggio casalingo con il Mainz 05. Alla quarta giornata, la caduta davanti al proprio pubblico con l'Hoffenheim (che fu la vera sorpresa di quell'inizio di stagione) suona il primo campanellino di allarme. Ma nel periodo di ottobre la squadra sembra risvegliarsi e ottiene tre vittorie in quattro partite, contro Friburgo, Colonia e Stoccarda.
Il 10 novembre 2009 la squadra è però colpita da un grave lutto, la morte suicida del portiere e capitano Robert Enke. A dieci giorni dalla tragedia, l'Hannover scende in campo a Gelsenkirchen contro lo Schalke 04 e schiera tra i pali Florian Fromlowitz. Lo Schalke vince 2-0. Seguiranno altre sconfitte in serie, intervallate soltanto dal pareggio interno col Bayer Leverkusen: quella contro il Bayern (0-3), poi, dopo il pari con il Bayer Leverkusen, a Mönchengladbach e la più pesante di tutte nel match casalingo contro il Bochum: in vantaggio di due reti a fine primo tempo, I Rossi sono rimontati e sconfitti per 2-3.
Alla prima di ritorno, salta la panchina di Andres Bergmann. Il team, in piena zona retrocessione, viene affidato a Mirko Slomka. Nonostante il cambio di allenatore, l'inizio del 2010 è da incubo: ben 7 le sconfitte consecutive (6 con Slomka). Sabato 6 marzo, a Friburgo, l'Hannover (17 punti) è penultimo in classifica a tre punti dai padroni di casa in uno scontro decisivo per evitare la retrocessione: dopo un primo tempo bloccato finisce 1-2, decisiva un'autorete di Papiss Cissé che regala all'Hannover la prima vittoria dopo la scomparsa di Enke, quattro mesi dopo. L'Hannover aggancia il Friburgo e si rilancia, sconfigge sette giorni dopo l'Eintracht Frankfurt in casa e dà nuovo ossigeno a Slomka.
Il cammino verso la salvezza prosegue in modo altalenante, tra vittorie importanti (come quella con lo Schalke 04 per 4-2) e batoste clamorose (7-0 dal Bayern a Monaco). A tre giornate dalla fine, l'Hannover è ancora penultimo con 27 punti, ma staccato di una sola lunghezza da Friburgo, Norimberga e Bochum (28). Alla 32ª giornata il Friburgo si porta in salvo, mentre le altre tre non prendono punti (Hannover cade in casa del Leverkusen). Solo una tra Norimberga, Bochum e Hannover può ancora salvarsi. Alla penultima il Bochum perde con il Bayern, il Norimberga è sconfitto ad Amburgo, mentre l'Hannover rifila un 6-1 sorprendente al Borussia Mönchengladbach e sorpassa entrambe.
L'ultima giornata prevede lo scontro diretto tra Bochum e Hannover, mentre il Norimberga affronta in casa propria un Colonia ormai senza ambizioni. L'Hannover è obbligato a vincere e chiude la pratica nei primi quarantacinque minuti: 0-3 con reti di Arnold Bruggink, Mike Hanke e Sérgio Pinto. La vittoria del Norimberga per 1-0 viene così resa inutile. L'Hannover è salvo.

### 2010-2011: il ritorno in Europa
L'Hannover 96 si appresta a compiere i suoi 115 anni di storia e, dopo la retrocessione sfiorata, la rosa viene rinforzata. Tra i pali arriva dal Manchester United il giovane portiere Ron-Robert Zieler, mentre in difesa è ingaggiato il centrale ventisettenne austriaco Emanuel Pogatetz dal Middlesbrough. A centrocampo rinforzi soprattutto sulle fasce laterali: arrivano lo statunitense DaMarcus Beasley (dai Rangers), il portoghese Carlitos (dall'Basilea) e il ventiduenne Lars Stindl (dal Karlsruher SC). In attacco ecco il venticinquenne norvegese Mohammed Abdellaoue (ingaggiato dal Vålerenga).
L'obiettivo iniziale di Mirko Slomka è ambire a una posizione di centro classifica, ma ben presto l'Hannover diventerà (assieme al Mainz 05) la vera sorpresa della stagione 2010-2011. Il Mainz parte forte (7 vittorie nelle prime 7 partite), mentre le grandi stentano: il Bayern Monaco inizia facendo 8 punti su 21 per poi risorgere, mentre Schalke 04 e Werder Brema non lotteranno mai per le posizioni che contano. C'è spazio quindi per l'inserimento al vertice di squadre che mancavano da tempo, come Borussia Dortmund o Bayer Leverkusen e per le sorprese come Mainz e Hannover. Alla settima giornata il Mainz è a punteggio pieno (21 punti) inseguito solo dal Dortmund (18), mentre l'Hannover (13) occupa il terzo posto. La formazione di Slomka cadrà poi a Monaco di Baviera (3-0), ma si riscatterà in casa contro il Colonia grazie a una doppietta dell'ivoriano Didier Ya Konan.
Dopo cinque successi consecutivi, l'Hannover cade a Norimberga, ma conclude il girone di andata al quarto posto con 31 punti, alle spalle di Dortmund (43), Mainz e Leverkusen (33).
Alla settima di ritorno, dopo il successo in casa del St.Pauli e complice la sconfitta del Bayern Monaco con la capolista Dortmund, l'Hannover 96 si ritrova addirittura in lotta per un posto in UEFA Champions League. Una settimana più tardi, il Bayern arriva all'AWD Arena con 2 punti di ritardo dagli uomini di Slomka, che giocano la partita perfetta e vincono nettamente per 3-1. Questa gara sancirà l'addio di Louis Van Gaal al Bayern.
L'Hannover mantiene il terzo posto a due punti dal Leverkusen e a +5 sul Bayern Monaco, ma nel giro di tre settimane crolla prima a Colonia (4-0) e poi a Dortmund (4-1 dopo essere stato in vantaggio per 0-1) e si fa sorpassare dai bavaresi. La sfida casalinga contro il Mainz 05 (quinta in classifica) vale probabilmente un posto in Europa League e l'Hannover non fallisce, vincendo 2-0 con reti di Ya Konan e Pinto e mettendosi al sicuro. Due settimane dopo, a Friburgo, l'Hannover torna a vincere in trasferta (1-3): segnano Abdellaoue, Schlaudraff e Rausch. E grazie al pareggio tra Norimberga e Mainz (0-0), il 24 aprile 2011, l'Hannover può festeggiare matematicamente il suo ritorno alle competizioni europee dopo 18 anni (dalla sfida di Coppa delle Coppe con il Werder).
Il sogno della qualificazione alla Champions svanisce alla terzultima giornata con la sconfitta casalinga (0-1) contro il Mönchengladbach. Il quarto posto finale rimane comunque un primato in Bundesliga per la società della Bassa Sassonia, con record di punti e di vittorie casalinghe.

### 2011-2012: imbattibilità casalinga in Bundesliga
A vent'anni di distanza dal successo il Coppa di Germania, è la stagione della maturità in campo nazionale e internazionale. Per la prima volta l'Hannover gioca 50 partite in una stagione. E nonostante le inedite fatiche riesce a mantenere il proprio stadio, l'AWD Arena, imbattuto in campo nazionale nei 90' regolamentari: nessuno nel top d'Europa (Inghilterra-Germania-Francia-Spagna e Italia) è riuscito in questa impresa in questa stagione. La rosa resta sostanzialmente la stessa e gli unici innesti importanti sono quelli del terzino mancino Christian Pander (dallo Schalke 04) e dell'attaccante Mame Biram Diouf (dal Manchester United), quest'ultimo da gennaio 2012.
In Bundesliga le soddisfazioni arrivano dalle gare casalinghe contro i campioni del Borussia Dortmund (vittoria 2-1 con due goal segnati negli ultimi minuti), con il Werder (3-2) e con il Bayern (2-1). Grazie a questi successi l'Hannover si ritrova al terzo posto dopo le prime 10 giornate. Ma un disastroso rendimento in trasferta non consente alla squadra di Slomka di mantenere il passo delle migliori e così si lotta per riconfermarsi in Europa League. L'impresa riuscirà solo all'ultima giornata, grazie alla vittoria contro il Kaiserslautern davanti al proprio pubblico che varrà il settimo posto. In quell'occasione dà l'addio al calcio il veterano Altin Lala dopo 14 stagioni nelle file dell'Hannover.
In Europa League alla sua prima partecipazione l'Hannover elimina ai playoff il Siviglia (2-1 all'andata in casa, 1-1 al ritorno) che aveva in partenza il miglior ranking della competizione. I Roten raggiungono per la prima volta la fase a gironi di una competizione europea e vinceranno a Poltava contro il Vorskla (1-2) la loro prima partita in trasferta nelle competizioni UEFA. Tale successo esterno viene replicato in Danimarca contro l'FC Copenhagen e vale all'Hannover la qualificazione ai sedicesimi con un turno di anticipo. Il sogno prosegue perché l'Hannover elimina anche il Bruges con un doppio successo (2-1 in casa, 1-0 in Belgio) e negli ottavi ritrova lo Standard Liegi che non era riuscito a sconfiggere ai gironi. L'accesso ai quarti di finale, dopo il 2-2 di Liegi, si decide in Germania: l'Hannover 96 dilaga con un netto 4-0 e vola tra le prime otto.
Il sorteggio dei quarti mette di fronte l'Hannover 96 e i favoritissimi dell'Atlético Madrid: gli spagnoli la spuntano nella gara di andata (2-1) con una rete nei minuti finali, ma la qualificazione resta in bilico fino all'87' della partita di ritorno, quando, sull'1-1 e assedio tedesco, l'Atlético sfrutta un contropiede e Falcao chiude i giochi, violando l'Arena per la prima volta in questa competizione.

### 2012-2013: salvezze ed Europa
La stagione 2012-2013 si apre con i preliminari di Europa League: l'Hannover elimina agevolmente al terzo turno gli irlandesi del St Patrick's (3-0 e 2-0) e ai play-off rifila dieci goal in due partite ai polacchi dello Śląsk Breslavia (5-3 in trasferta e 5-1 in casa). L'esordio in campionato è positivo con 10 punti nelle prime 5 partite, tra cui spicca la lezione di calcio ai "cugini" del Wolfsburg alla Volkswagen Arena (0-4 con reti di Haggui, Andreasen e doppio Sobiech). Da ottobre, però, il cammino si fa più altalenante e la percentuale di sconfitte aumenta, complice anche dalla perdita dell'imbattibilità casalinga (il 28 ottobre l'Hannover, in vantaggio 2-0 dopo 60 minuti, perde 2-3 contro il Borussia Mönchengladbach, che era stata anche l'ultima squadra a vincere in questo stadio nella stagione 2010-2011) che fa nascere qualche insicurezza nel team di Slomka. I Roten navigano così a centro-classifica, ma avanzano bene in Europa League, vincendo il proprio raggruppamento da imbattuti: due pareggi contro il Twente, due vittorie con l'Helsingborg e 4 punti conquistati contro gli spagnoli del Levante. Un grave infortunio a Stindl proprio in occasione dell'ultimo match con il Levante crea nuovi problemi all'Hannover. L'anno solare 2012 si conclude con una sconfitta a Friburgo e l'eliminazione (con 5 reti a carico) dalla coppa nazionale ad opera del Borussia Dortmund.
Ai sedicesimi di Europa League, l'Hannover pesca l'Anži, che presenta una rosa ricca di nomi importanti tra cui Samuel Eto'o, pluri-vincitore della Champions League. I russi partono favoriti e giocano in casa il match di andata: a sorpresa, però, a passare in vantaggio è l'Hannover con un gol di Huszti, ma i tedeschi subiscono una rimonta bruciante e l'Anzhi va in rete con Eto'o, Ahmedov e Boussoufa; infine, Ron Robert Zieler para un rigore ad Eto'o e limita i danni in vista del ritorno. Una settimana dopo ad Hannover su campo innevato i Roten cercano inutilmente il gol della speranza, fino al 70 minuto, quando Pinto trova la via dell'1-0. Alla caccia disperata del raddoppio che varrebbe la qualificazione, gli uomini di Slomka subiscono un fatale contropiede al 90º e Traoré spegne i sogni europei. La Bundesliga prosegue senza sussulti particolari e l'Hannover conclude al 9º posto.

### 2013-2016: crisi e retrocessione
Uscita dal giro europeo, la società di Martin Kind attraversa nuovamente un periodo di transizione: diversi giocatori-chiave lasciano il team, rimane invece al suo posto il portiere Ron Robert Zieler che in Brasile nel 2014 si laurea Campione del mondo con la nazionale tedesca. Le parate di Zieler tengono a galla l'Hannover sia nella stagione pre-mondiale (10º posto nella Bundesliga 2013-2014), sia in quella immediatamente successiva, quando la matematica salvezza arriva solo al termine dello spareggio thrilling dell'ultima giornata di campionato a danni del poi retrocesso Friburgo (2-1 con gol di Kiyotake, autogol di Krmaš e Petersen).
Nella stagione 2015-2016 l'Hannover vive un nuovo periodo di crisi e precipita rapidamente nelle posizioni pericolanti chiudendo il girone di andata con soli 14 punti. Nel girone di ritorno la tendenza non si inverte: una sola vittoria e dieci sconfitte in 11 gare (record negativo di sconfitte in casa) relegano i Roten all'ultimo posto. La reazione questa volta è tardiva: dopo il pareggio sul terreno dell'Hertha Berlino e la vittoria in casa con il ‘Gladbach, l'Hannover ha ancora 10 punti di ritardo dalla terz'ultima. Il 23 aprile 2016 l'Hannover, ad Ingolstadt, recupera da 0-2 a 2-2, ma il successo del giorno seguente dell'Eintracht Francoforte sancisce la retrocessione aritmetica in seconda serie dopo quattordici anni.

### 2016-2019: risalita in Bundesliga e nuova retrocessione
L'Hannover rivoluziona la propria rosa nell'estate del 2016, per affrontare da favorita la stagione di Zweite Bundesliga. Tra le principali concorrenti alla promozione figurano i "cugini" dell'Eintracht Braunschweig, il neo-retrocesso Stoccarda e l’Union Berlino. L'Hannover parte fortissimo con due vittorie larghe sul campo del Kaiserslautern e poi in casa sul Greuther Fürth, ma poi si inceppa incassando tra le proprie mura una sconfitta bruciante per 2-0 contro la Dinamo Dresda. Il Braunschweig prende il largo in classifica mentre, a metà ottobre, l'Hannover subisce altre due sconfitte consecutive, a Berlino, contro l’Union, e a Norimberga, scivolando a -8 dalla vetta. L'inversione di tendenza avviene proprio nel primo derby, all'Eintracht Stadium il 6 novembre: il Braunschweig domina il primo tempo e va avanti 2-0, l'Hannover reagisce accorciando con Harnik e, nella ripresa, mette alle corde i giallo-blu, pareggia con Karaman e sfiora addirittura il colpaccio. Il 2-2 frena le certezze del Braunschweig e rilancia le inseguitrici. I Roten recuperano punti su punti nelle successive 4 gare, espugnano anche il terreno dello Stoccarda (1-2 in rimonta con Harnik e Klaus) e solo il muro di un ostico Sandhausen, che impone lo 0-0 all'HDI-Arena, impedisce agli uomini di Stendel di operare addirittura il sorpasso in vetta.
Sorpasso, invece, che si concretizza al ritorno dalla pausa invernale: nella prima giornata del girone di ritorno, l'Hannover batte di nuovo il Kaiserslautern e si ritrova primo da solo. Quattro giorni più tardi, però, arriva un brutto scivolone sul terreno del Furth (4-1) e tutto torna in discussione. Lo Stoccarda e l’Union Berlino sono adesso le squadre più lanciate e sembrano avere il passo giusto per volare verso la promozione. L'Hannover tiene il passo, ma rallenta a marzo quando perde sul campo del Karlsruhe, l'ultima in classifica, e quando viene rallentato dal St. Pauli sullo 0-0. Uno stop che costa il posto all'allenatore Stendel, esonerato e sostituito da André Breitenreiter.
Il cambio di allenatore ottiene effetti benefici: l'Hannover vince due scontri diretti importantissimi: 2-0 all’Union Berlino e 1-0 nel derby di ritorno (gol decisivo di Füllkrug) con il Braunschweig. La corsa alla promozione sembra, però, compromettersi il 22 aprile quando, nel match esterno contro l'Erzgebirge Aue, l'Hannover viene raggiunto sul 2-2 al 94º. I Roten si ritrovano a -3 dallo Stoccarda e a pari punti con il Braunschweig, con una differenza reti peggiore rispetto alle altre concorrenti. La situazione non cambia fino alla penultima giornata: l'Hannover è obbligato a vincere in casa con lo Stoccarda capolista e deve sperare che il Braunschweig faccia un passo falso sul campo dell'Arminia Bielefeld, che lotta per non retrocedere. Caso curioso: i club dei tifosi dell'Hannover e del Bielefeld sono gemellati. Il successo di misura (1-0 con rete di Klaus) sullo Stoccarda non sarebbe in effetti bastato all'Hannover se l'Arminia non avesse sorprendentemente sotterrato di gol il Braunschweig. A Bielefeld, tuttavia, finisce 6-0, all'HDI-Arena intonano cori ad ogni gol dell'Arminia: è un trionfo su due campi, vissuto alla radio o via internet.
Con tre punti di vantaggio e differenza reti al sicuro rispetto ai cugini rivali, l'Hannover ipoteca il ritorno in massima serie, che diventa ufficiale il 21 maggio con il punticino colto sul campo del Sandhausen (1-1) e il definitivo secondo posto in campionato (67 punti) alle spalle dello Stoccarda (69 punti).
Il club conclude la stagione del ritorno in Bundesliga al 13º posto, con 39 punti ottenuti. Nonostante ciò, l'annata 2018-2019 si rivela molto più complicata della precedente già dalle prime partite, con il club che staziona sempre nelle ultime posizioni della classifica. La vittoria dello Stoccarda per 3-0 contro il Wolfsburg alla penultima giornata di campionato sancisce la matematica retrocessione dell’Hannover in 2.Bundesliga, nonostante quest’ultimo abbia vinto, con lo stesso risultato, contro il Friburgo.

## Colori e simboli

### Colori
I colori della maglia dell'Hannover sono il rosso, che è il colore principale, il bianco per i bordi; i pantaloncini sono neri e i calzettoni sono bianchi.

### Simboli ufficiali

#### Stemma
Il simbolo dell'Hannover è composto da un cerchio verde con all'interno un "96" nero con bordi bianchi.

## Strutture

### Stadio

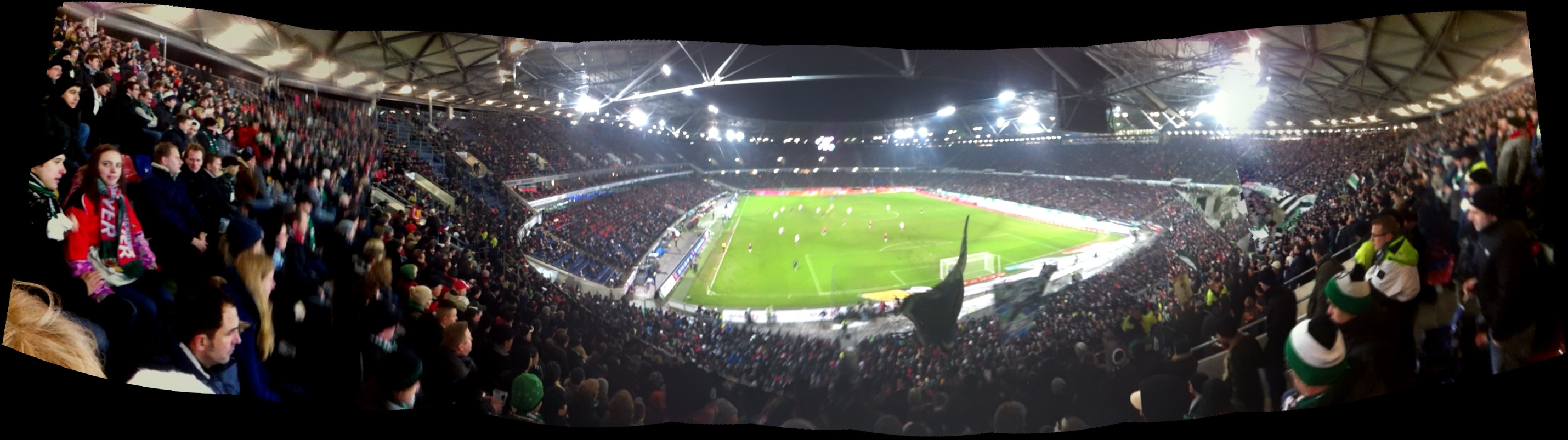
Veduta panoramica dell'HDI-Arena.

Dal 1954 il club disputa le proprie gare interne nell'HDI-Arena, che sorge ad Hannover e che può ospitare 49.200 spettatori. Noto a lungo come "Niedersachsenstadion" (in italiano Stadio della Bassa Sassonia) e successivamente anche come "AWD-Arena", nella sua storia ha ospitato 4 gare del campionato del mondo 1974, due del campionato d'Europa 1988, 3 della FIFA Confederations Cup 2005 (tra cui una semifinale) e 5 del campionato del mondo 2006 (tra cui un ottavo di finale).

## Allenatori e presidenti
Tutti gli allenatori a partire dal 1963, anno di nascita della Bundesliga:
- 1963-1965  Helmut Kronsbein
- 1965-1966  Helmut Kronsbein (01 lug.-28 apr.)
 Hannes Kirk (29 apr.-30 giu.)
- 1966-1967  Horst Buhtz
- 1967-1968  Horst Buhtz (01 lug.-12 feb.)
 Karl-Heinz Mülhausen (13 feb.-30 giu.)
- 1968-1969  Zlatko Čajkovski
- 1969-1970  Zlatko Čajkovski (01 lug.-08 dic.)
 Rolf Paetz (09 dic.-31 dic.)
 Hans Pilz (02 gen.-30 giu.)
- 1970-1971  Helmuth Johannsen
- 1971-1972  Helmuth Johannsen (01 lug.-13 nov.)
 Hans Hipp (18 nov.-30 giu.)
- 1972-1973  Hans Hipp (01 lug.-01 mar.)
 Hannes Baldauf (05 mar.-30 giu.)
- 1973-1974  Hannes Baldauf (01 lug.-12 mar.)
 Helmut Kronsbein (13 mar.-30 giu.)
- 1974-1975  Helmut Kronsbein
- 1975-1976  Helmut Kronsbein (01 lug.-14 gen.)
 Hannes Baldauf (15 gen.-30 giu.)
- 1976-1977  Hannes Baldauf (01 lug.-15 dic.)
 Helmut Kronsbein (16 dic.-30 giu.)
- 1977-1978  Helmut Kronsbein
- 1978-1979  Anton Burghardt
- 1979-1982  Diethelm Ferner
- 1982-1983  Diethelm Ferner (01 lug.-09 dic.)
 Gerd Bohnsack (01 gen.-30 giu.)
- 1983-1984  Gerd Bohnsack (01 lug.-24 ott.)
 Werner Biskup (25 ott.-30 giu.)
- 1984-1985  Werner Biskup
- 1985-1986  Werner Biskup (01 lug.-21 nov.)
 Jürgen Rynio (22 nov.-12 gen.)
 Jörg Berger (13 gen.-17 mar.)
 Helmut Kalthoff (18 mar.-30 giu.)
- 1986-1988  Jürgen Wähling
- 1988-1989  Jürgen Wähling (01 lug.-19 set.)
 Hans Siemensmeyer (19 set.-21 mar.)
 Reinhard Saftig (22 mar.-30 giu.)
- 1989-1990  Slobodan Čendić (01 lug.-31 ago.)
 Bernd Laube (01 set.-12 set.)
 Michael Krüger (13 set.-23 set.)
 Hans-Dieter Schmidt (24 set.-16 ott.)
 Michael Lorkowski (17 ott.-30 giu.)
- 1990-1992  Michael Lorkowski
- 1992-1993  Eberhard Vogel
- 1993-1994  Eberhard Vogel (01 lug.-09 nov.)
 Rolf Schafstall (10 nov.-30 giu.)
- 1994-1995  Rolf Schafstall (01 lug.-30 ott.)
 Stefan Mertesacker (31 ott.-06 nov.)
 Peter Neururer (07 nov.-30 mag.)
 Miloš Đelmaš (31 mag.-30 giu.)
- 1995-1996  Egon Coordes (01 lug.-25 mar.)
 Jürgen Stoffregen (26 mar.-30 giu.)
- 1996-1998  Reinhold Fanz
- 1998-1999  Reinhold Fanz (01 lug.-22 dic.)
 Franz Gerber (01 gen.-30 giu.)
- 1999-2000  Branko Ivanković (01 lug.-20 feb.)
 Horst Ehrmantraut (23 feb.-30 giu.)
- 2000-2001  Horst Ehrmantraut (01 lug.-23 apr.)
 Stanislav Levý (24 apr.-20 mag.)
 Ralf Rangnick (23 mag.-30 giu.)
- 2001-2003  Ralf Rangnick
- 2003-2004  Ralf Rangnick (01 lug.-07 mar.)
 Ewald Lienen (09 mar.-30 giu.)
- 2004-2005  Ewald Lienen
- 2005-2006  Ewald Lienen (01 lug.-09 nov.)
 Peter Neururer (10 nov.-30 giu.)
- 2006-2007  Peter Neururer (01 lug.-30 ago.)
 Michael Schjønberg (01 set.-10 set.)
 Dieter Hecking (11 set.-30 giu.)
- 2007-2009  Dieter Hecking
- 2009-2010  Dieter Hecking (01 lug.-19 ago.)
 Andreas Bergmann (19 ago.-19 gen.)
 Mirko Slomka (19 gen.-30 giu.)
- 2010-2013  Mirko Slomka
- 2013-2014  Mirko Slomka (01 lug.-27 dic.)
 Tayfun Korkut (01 gen.-30 giu.)
- 2014-2015  Tayfun Korkut (01 lug.-20 apr.)
 Michael Frontzeck (21 apr.-30 giu.)
- 2015-2016  Michael Frontzeck (01 lug.-21 dic.)
 Thomas Schaaf (04 gen.-03 apr.)
 Daniel Stendel (04 apr.-30 giu.)
- 2016-2017  Daniel Stendel (01 lug.-19 mar.)
 André Breitenreiter (20 mar.-30 giu.)
- 2017-2018  André Breitenreiter
- 2018-2019  André Breitenreiter (01 lug.-26 gen.)
 Thomas Doll (27 gen.-30 giu.)
- 2019-2020  Mirko Slomka (01 lug.-03 nov.)
 Asif Šarić (04 nov.-13 nov.)
 Kenan Kocak (01 nov.-30 lug.)
- 2020-2021  Kenan Kocak
- 2021-2022  Jan Zimmermann (01 lug.-29 nov.)
 Christoph Dabrowski (01 dic.-) (Ad interim)

## Calciatori

### Vincitori di titoli
Campioni del mondo
- Ron-Robert Zieler (Brasile 2014)

Campioni del Sudamerica
- Miiko Albornoz (Cile 2015)

## Stemma

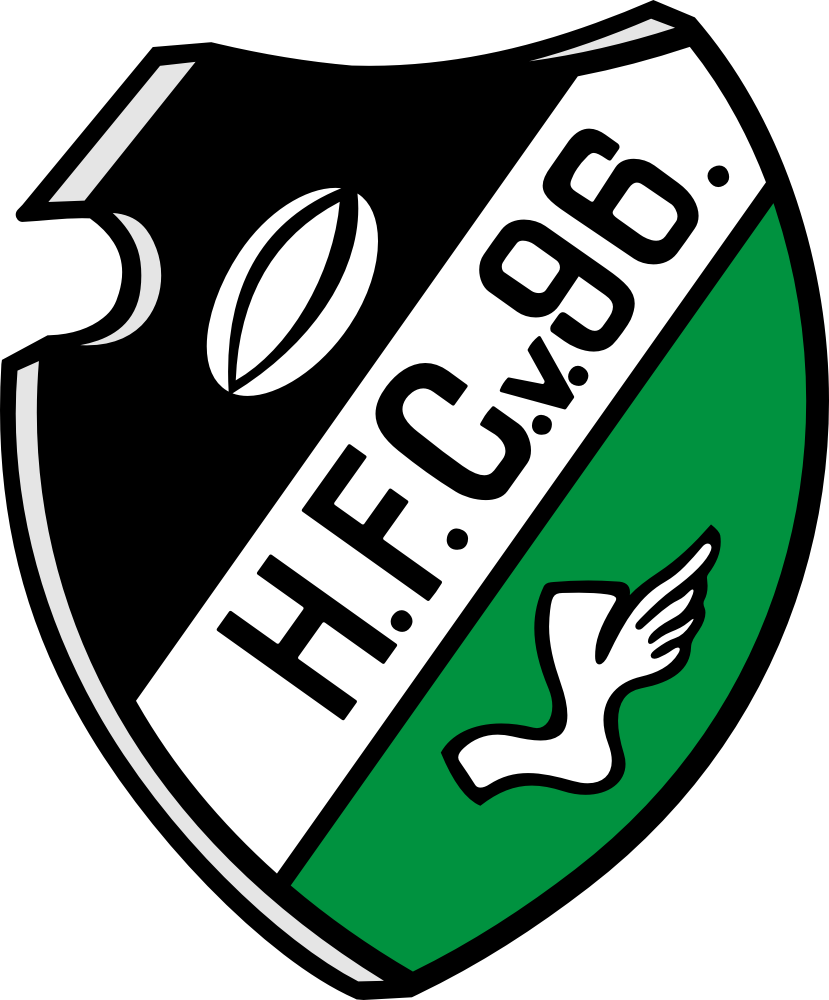
1896–1905
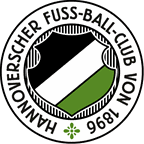
1905–1913
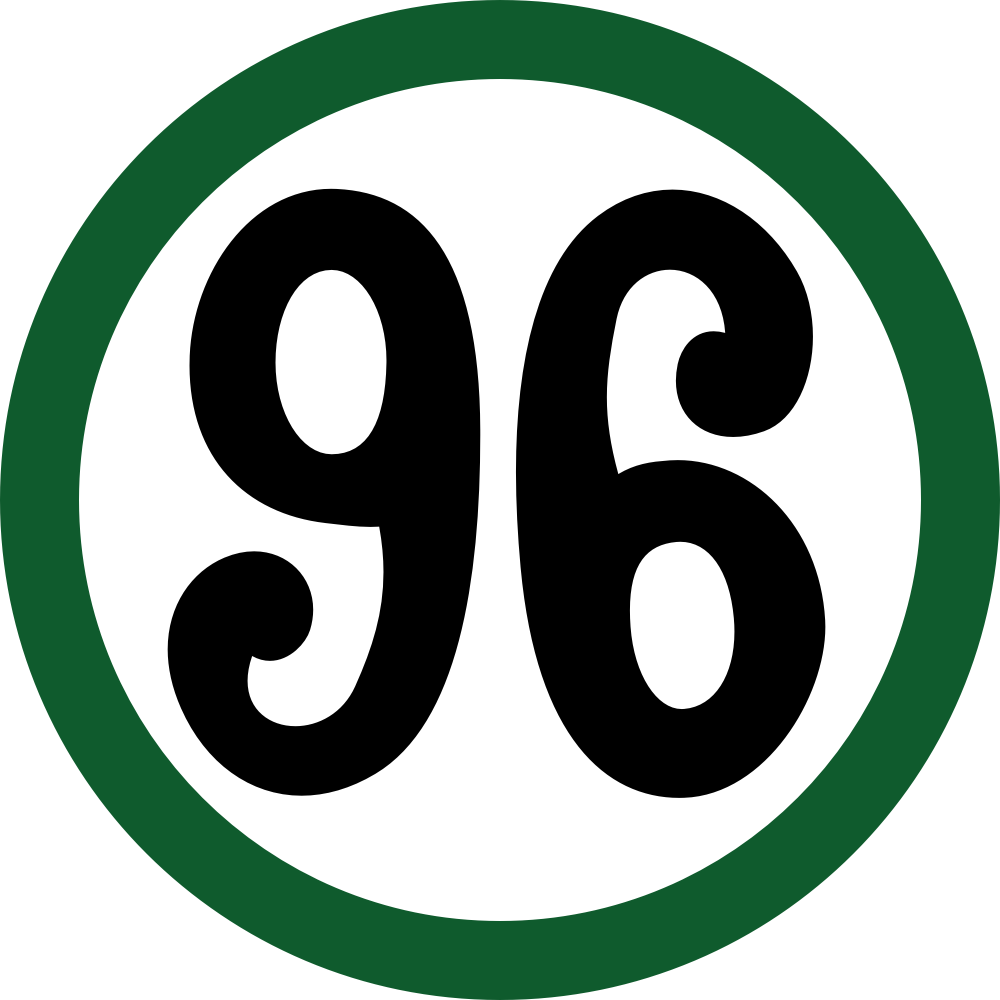
1962–1968
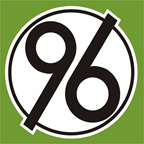
1968–1974
1974–1987
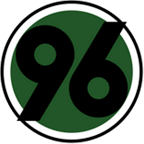
1987–1992
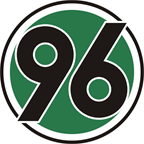
1992–1999
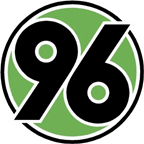
1999–2003
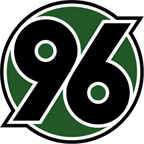
2003–2005
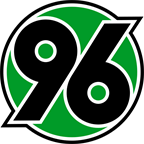
2005–2007
Stemma attuale del club dal 2007

## Palmarès

### Competizioni nazionali
- Campionato tedesco: 2

1937-1938, 1953-1954
- Coppa di Germania: 1

1991-1992
- 2. Fußball-Bundesliga: 3

1974-1975, 1986-1987, 2001-2002
- Fußball-Regionalliga: 2

1996-1997 (Regionalliga Nord), 1997-1998 (Regionalliga Nord)

### Competizioni internazionali
- Coppa Intertoto: 3

1967, 1972, 1973

### Competizioni regionali
- Oberliga Nord: 1

1953-1954
- Coppa di Bassa Sassonia: 3

1983, 1997, 1998
- Gauliga Niedersachsen: 3

1934-1935, 1937-1938, 1940-1941
- Campioni della Gauliga Niedersachsen-Süd: 2

1940, 1941
- Campioni della Südkreisliga: 1

1921

### Competizioni giovanili
- DFB-Pokal der Junioren: 1

2015-2016

### Competizioni minori
- Campionati tedeschi dilettanti[18]: 3

1960, 1964, 1965

### Altri piazzamenti
- Supercoppa di Germania:

Finalista: 1992
- 2. Fußball-Bundesliga:

Secondo posto: 1984-1985, 2016-2017
Terzo posto: 1979-1980 (girone Nord)
- Fußball-Regionalliga:

Secondo posto: 1963-1964 (Regionalliga Nord)
- Oberliga Nord:

Secondo posto: 1955-1956
- Gauliga Niedersachsen:

Secondo posto: 1935-1936, 1938-1939, 1939-1940

## Statistiche e record

### Partecipazione ai campionati e ai tornei internazionali

#### Campionati nazionali
Il club ha una lunga militanza nelle massime divisioni tedesche: ha partecipato alla Gauliga Niedersachsen vincendola in 3 occasioni e conquistando il titolo tedesco nel 1937-1938, così come all'Oberliga Nord (un successo, oltre alla conquista del secondo titolo nazionale nel 1953-1954). Numerosi sono anche i campionati trascorsi in Bundesliga; il miglior risultato qui conseguito è il quarto posto nell'edizione 2010-2011.
Dalla stagione 1963-1964 alla 2025-2026 compresa il club ha ottenuto le seguenti partecipazioni ai campionati nazionali:
| Livello | Categoria         | Partecipazioni | Debutto   | Ultima stagione | Totale |
| ------- | ----------------- | -------------- | --------- | --------------- | ------ |
| 1º      | Bundesliga        | 30             | 1964-1965 | 2018-2019       | 30     |
| 2º      | 2. Bundesliga     | 30             | 1974-1975 | 20225-2026      | 31     |
| 2º      | Regionalliga Nord | 1              | 1963-1964 | 1963-1964       | 31     |
| 3º      | Regionalliga Nord | 2              | 1996-1997 | 1997-1998       | 2      |

#### Tornei internazionali
Nei tornei internazionali il club ha raggiunto come massimo traguardo i quarti di finale nell'Europa League 2011-2012, dove è stato eliminato dall'Atlético Madrid poi vincitore. Particolare è l'esperienza nella Coppa delle Coppe 1992-1993: in questa stagione il club milita in 2. Bundesliga, ed esce subito sconfitto nel "derby" coi connazionali nonché campioni in carica del Werder Brema.
Alla stagione 2020-2021 il club ha ottenuto le seguenti partecipazioni ai tornei internazionali:
| Categoria                     | Partecipazioni | Debutto   | Ultima stagione |
| ----------------------------- | -------------- | --------- | --------------- |
| Coppa delle Coppe             | 1              | 1992-1993 | 1992-1993       |
| Coppa UEFA/UEFA Europa League | 2              | 2011-2012 | 2012-2013       |
| Coppa delle Fiere             | 7              | 1958-1960 | 1969-1970       |

## Tifoseria

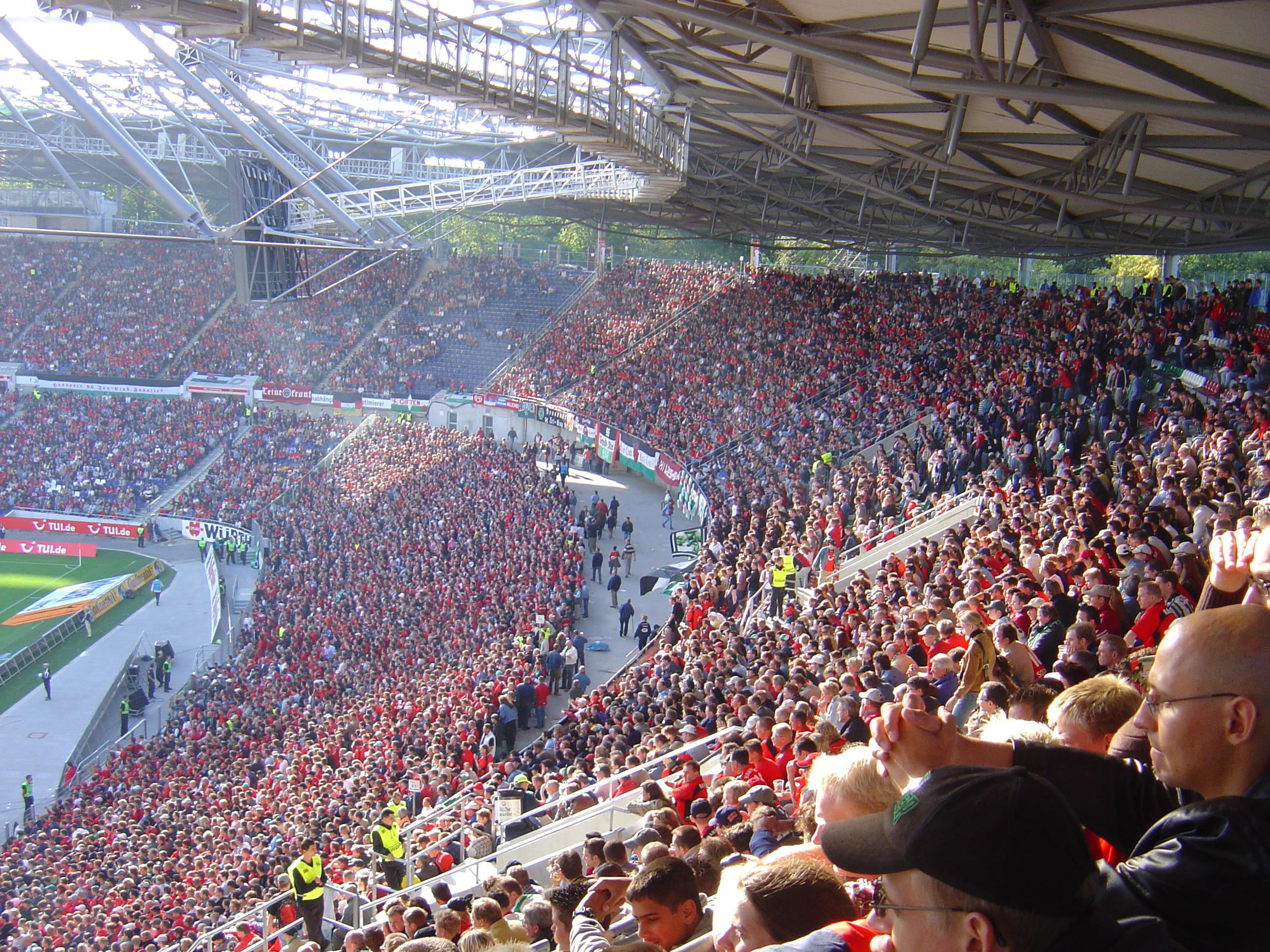
Veduta della Nordkurve.

La curva dei tifosi dell'Hannover viene chiamata Rote Kurve.
Il record di affluenza allo stadio fu stabilito nel 1964, quando l'Hannover ottenne la sua prima promozione in Bundesliga, con una media di 46.000 spettatori a partita.

### Gemellaggi e rivalità

#### Rivalità
La rivale per eccellenza dell'Hannover è l'Eintracht Braunschweig. Altre rivalità sono con il Werder Brema e con il Wolfsburg. Nacque anche una rivalità con l'Energie Cottbus in seguito allo spareggio perso dall'Hannover nel 1997 per la promozione in Zweite Bundesliga.

##### Derby
Il primo derby con il Wolfsburg si giocò il 31 agosto 1974 a Wolfsburg: l'Hannover vinse per 4-3. L'ultimo incontro si è invece disputato il 9 settembre 2017 a Wolfsburg, terminato con il risultato di 1-1. Nel conteggio totale delle sfide (42), il Wolfsburg è in vantaggio con 18 vittorie contro 15, mentre 9 sono stati i pareggi.
Sono invece 38 le sfide dell'Hannover con l'Eintracht Braunschweig, con 14 vittorie, 12 pareggi e 12 sconfitte. L'ultima sfida risale al 6 ottobre 2024, con l'Hannover che è uscito sconfitto col punteggio di 2-0.
Ad Hannover si sono disputati anche derby cittadini tra Hannover 96 e Arminia Hannover, per quattro anni consecutivi (1976-1980) quando le due formazioni militavano nella Zweite Bundesliga Nord: il bilancio è di 5 vittorie per l'HSV 96, 2 per l'Arminia e 1 pareggio. L'Arminia Hannover milita attualmente nella Niedersachsenliga (V divisione tedesca). Un'altra società della stessa città è l'OSV Hannover (oggi in VII divisione) che ha incrociato l'Hannover 96 solo per due stagioni (1979-1981): il 96 conduce per 3 a 1 nei precedenti.
Curiosamente, l'edizione 1979-1980 è stata l'unica fino ad oggi a vedere le tre squadre di Hannover prendere parte allo stesso campionato.

#### Gemellaggi
Sono considerate tifoserie amiche quelle dell'Odense, dell'Arminia Bielefeld e dell'Amburgo.

## Organico

### Rosa 2024-2025
Rosa aggiornata al 11 gennaio 2025.
| N. |                          | Ruolo | Calciatore                   |
| -- | ------------------------ | ----- | ---------------------------- |
| 1  | Germania (bandiera)      | P     | Ron-Robert Zieler (capitano) |
| 2  | Inghilterra (bandiera)   | D     | Josh Knight                  |
| 4  | Germania (bandiera)      | D     | Kenneth Schmidt              |
| 5  | Germania (bandiera)      | D     | Phil Neumann                 |
| 6  | Germania (bandiera)      | C     | Fabian Kunze                 |
| 7  | Germania (bandiera)      | C     | Jessic Ngankam               |
| 8  | Germania (bandiera)      | C     | Enzo Leopold                 |
| 9  | Germania (bandiera)      | A     | Nicolò Tresoldi              |
| 10 | Germania (bandiera)      | C     | Jannik Rochelt               |
| 11 | Corea del Sud (bandiera) | C     | Lee Hyun-ju                  |
| 13 | Germania (bandiera)      | C     | Max Christiansen             |
| 14 | Libano (bandiera)        | C     | Husseyn Chakroun             |
| 16 | Norvegia (bandiera)      | A     | Håvard Nielsen               |

| N. |                     | Ruolo | Calciatore         |
| -- | ------------------- | ----- | ------------------ |
| 17 | Polonia (bandiera)  | D     | Bartłomiej Wdowik  |
| 19 | Germania (bandiera) | C     | Eric Uhlmann       |
| 20 | Germania (bandiera) | D     | Jannik Dehm        |
| 21 | Giappone (bandiera) | D     | Sei Muroya         |
| 23 | Germania (bandiera) | D     | Marcel Halstenberg |
| 25 | Germania (bandiera) | C     | Lars Gindorf       |
| 28 | Germania (bandiera) | C     | Montell Ndikom     |
| 29 | Svezia (bandiera)   | D     | Kolja Oudenne      |
| 30 | Germania (bandiera) | P     | Leo Weinkauf       |
| 32 | Germania (bandiera) | A     | Andreas Voglsammer |
| 35 | Germania (bandiera) | P     | Leon-Oumar Wechsel |
| 37 | Germania (bandiera) | D     | Brooklyn Ezeh      |
| 38 | Germania (bandiera) | C     | Monju Momuluh      |

### Staff tecnico
| Allenatore:               | André Breitenreiter |
| Vice allenatore:          | Lars Barlemann      |
| Vice allenatore:          | Thomas Kleine       |
| Preparatore dei portieri: | Michael Ratajczak   |
| Preparatore atletico:     | Felix Sunkel        |
| Preparatore atletico:     | Markus Böker        |
| Medico sociale:           | Axel Partenheimer   |